# 25414 Cherkassky
25414 Cherkassky è un asteroide della fascia principale. Scoperto nel 1999, presenta un'orbita caratterizzata da un semiasse maggiore pari a 2,5611653 UA e da un'eccentricità di 0,1816549, inclinata di 4,56553° rispetto all'eclittica.